# Maclas
Maclas település Franciaországban, Loire megyében. Lakosainak száma 1867 fő (2022. január 1.). Maclas Charnas, Limony, Saint-Jacques-d’Atticieux, Vinzieux, Véranne, Bessey, Lupé, Malleval, Roisey, Saint-Appolinard és Saint-Pierre-de-Bœuf községekkel határos.

## Népesség
A település népességének változása:
| Lakosok száma | 1111 | 1137 | 1289 | 1575 | 1764 | 1817 | 1804 | 1819 | 1827 | 1867 |
|               | 1968 | 1982 | 1990 | 2006 | 2013 | 2015 | 2017 | 2019 | 2020 | 2022 |